# زاندر ساذرلاند
زاندر ساذرلاند (بالإنجليزية: Alexander Sutherland)‏ هو لاعب كرة قدم بريطاني في مركز نصف الجناح، ولد في 7 سبتمبر 1987 في ويك ‏ في المملكة المتحدة. لعب مع نادي إنفرنيس.

## وصلات خارجية
- زاندر ساذرلاند على موقع قاعدة بيانات كرة القدم.إي يو (الإنجليزية)
- زاندر ساذرلاند على موقع Soccerbase.com (لاعب) (الإنجليزية)